# Središnja knjižnica Slovaka u Hrvatskoj
Središnja knjižnica Slovaka u Hrvatskoj (slovački: Ústredná knižnica Slovákov v Chorvátskej republike) u Našicama osnovana je 1998. godine na inicijativu Ureda za nacionalne manjine Vlade Republike Hrvatske, Nacionalne i sveučilišne knjižnice i Saveza Slovaka. Do osnivanja središnje knjižnice građa na slovačkom jeziku se nalazila u osnovnim školama i nije bila dostupna svim zainteresiranim korisnicima. Kako je do 1993. postojala zajednička Čehoslovačka država i često zajedničke politike prema dijaspori znatan dio građe današnje središnje knjižnica bio je poklon Saveza Čeha iz Daruvara ili od slovačkih udruga iz Hrvatske i Slovačke. 2012. godine Središnja knjižnica Slovaka u Hrvatskoj sudjelovala je na izložbi o slovačkim knjižnicama u inozemstvu koju je u Martinu u povodu tjedna slovačkih knjižnica organizirala Slovačka nacionalna knjižnica. Naredne 2013. godine u dvorcu Pejačević je organizirana izložba koja je predstavila prvih 15 godina rada knjižnice, a koju je otvorio veleposlanik Slovačke u Hrvatskoj Juraj Priputen.